# Culture du Salvador

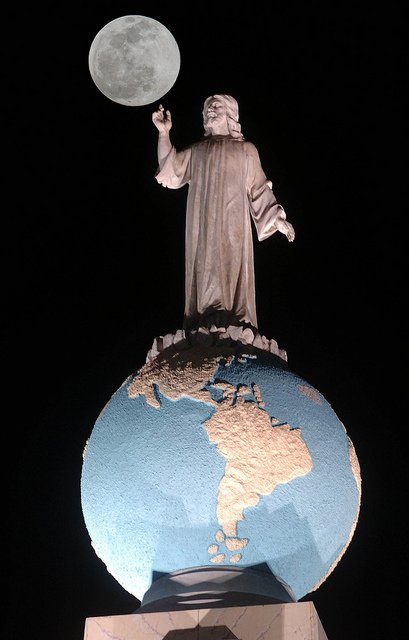
Monument du Divino Salvador del Mundo, symbole national

La culture salvadorienne, pays d'Amérique centrale constitue les pratiques culturelles observables de ses habitants. Le Salvador conserve un passé de cultures indigènes qui se manifestent dans les danses, les histoires, les traditions culinaires, les vêtements, la musique et les différentes coutumes, produit du mélange entre les indigènes et les espagnols. Les communautés autochtones ont historiquement été discriminées et reléguées sur leurs territoires car elles ne sont pas conformes aux processus économiques. Aujourd'hui, ils travaillent à préserver leur culture, leurs valeurs, leurs enseignements. 

## Civilisation, langues et peuples
Lorsque les Espagnols ont envahi le pays en 1519, le Salvador était contrôlé par les Pipil, qui étaient liés aux Aztèques par leur langue nahuat. Le pays s'appelait alors Cuscatlán,  Ce territoire était un État organisé avec des lois, des impôts et des temples, des routes commerciales importantes ; L'astronomie et les systèmes mathématiques salvadoriens étaient plus avancés que ceux de l'Europe. 
Les groupes ethniques du Salvador sont très caractéristiques du reste de certains pays d'Amérique centrale. Le Salvador est un pays qui compte plus de 6 millions d'habitants et trois groupes ethniques habitent son territoire : les Nahuat-Pipil, les Lencas et les Kakawiras.
Sur le territoire salvadorien, les Uluas, les Lencas, les Cacaopera, les Chortís, les Nonualcos, les Nahua-Pipil et les Pocomanes ne veulent pas que leur culture et leurs traditions soient oubliées par les nouvelles générations. Cependant, certains ont cessé de porter leurs costumes d'origine et une infime minorité de personnes parlent encore la langue maternelle Pipil. Cette minorité représente environ un pour cent de la population. Les locuteurs Pipil de nos jours au Salvador sont pour la plupart des personnes âgées.
- Langues au Salvador, Langues du Salvador

Le dialecte espagnol du Salvador partage de nombreuses similitudes avec celui de ses voisins de la région, mais il a ses différences marquées dans la prononciation et l'usage.
- espagnol salvadorien
- Central American Spanish (en), Español centroamericano (es)

- Langues indigènes : lenca, nahuatl, pipil, cacapoera (en), q'eqchi', ch'orti', poqomam
  - Mesoamerican languages (en)
  - Aire linguistique mésoaméricaine
  - Dialectologie du nahuatl

- Groupes ethniques au Salvador

- Immigration mexicaine au Salvador (es)
- Crise migratoire cubaine (2015-2017) (es)
- Répartition : métis (86,3 %), descendants d'européens (12,7 %), autres (1 %, amérindiens ou noirs)

### Symboles
- Armoiries du Salvador
- Drapeau du Salvador

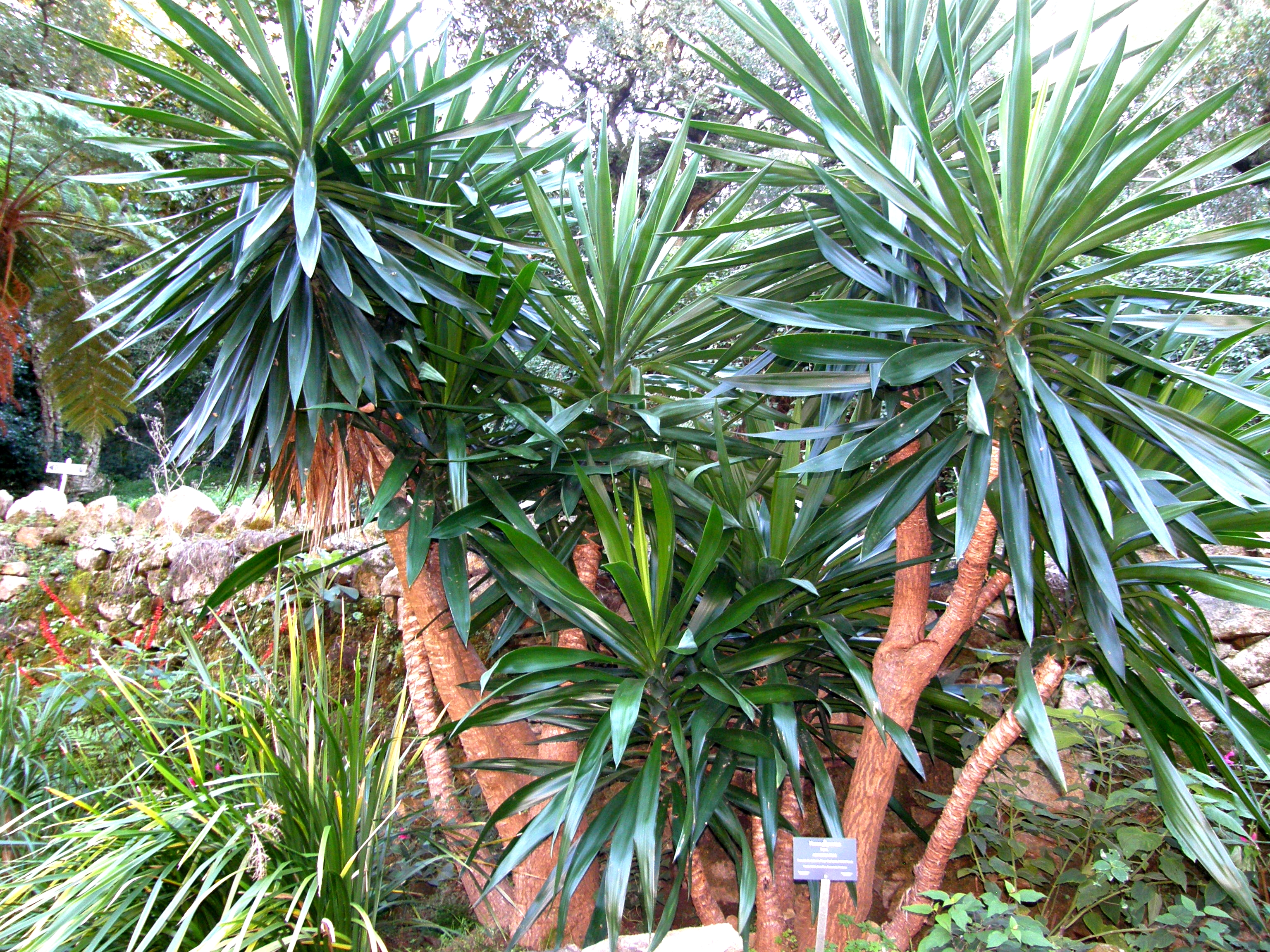
Groupe de Yucca gigantea

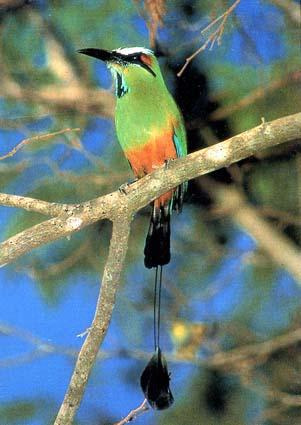
Motmot à sourcils bleus

- Saludemos la patria orgullosos (« Saluons la patrie, fiers / de pouvoir nous dire ses fils », 1879), hymne national, Liste des hymnes nationaux
- Devise nationale : Dios, Unión, Libertad (espagnol, « Dieu, Union, Liberté »)
- Order of José Matías Delgado (en)
- Emblème végétal : Yucca gigantea
- Emblème animal : Motmot à sourcils bleus
- Saint patron (chrétien) par pays (en) : Marie, Notre Dame de la Paix
- Père de la Nation : José Matías Delgado (1767-1832)
- Épopée nationale : ?
- Poète national : ?

### Mythologie
- Mythologie pipil, Mythologie pipil (es), Teotl, Quetzalcóatl…
- Mythologie aztèque
- Sites précolombiens du Salvador (es)
- Autres mythologies indigènes
- Seigneurie de Cuzcatlán (es)

### Croyances
- Nahual
- Calaca

### Religion
- Religion au Salvador (en) (catholicisme 44 %, protestantisme 37 %)

### Pratiques
- Traditions du Salvador (es)
- Numeración pipil (es)
- Folklore du Salvador (es)
- Chien dans le folklore et les mythes mésoaméricains

### Fêtes
Les coutumes et traditions du Salvador qui ont lieu à San Miguel, l'une des célébrations les plus importantes sont les festivités du saint patron, font partie d'une tradition qui remonte à 1682, lorsqu'une boîte en bois scellée a été trouvée transportée par un âne qui s'est arrêté à San Miguel, plus précisément devant l'église paroissiale, lorsque les habitants ont décidé de découvrir qu'il y avait une image de la Vierge Marie à l'intérieur de la boîte. C'est pour cette raison que le 21 novembre, date à laquelle s'est produit cet événement, est dans la mémoire des communautés de San Miguel comme l'une des dates les plus importantes de leurs traditions.
Chaque 8 août, la Journée internationale des peuples autochtones est célébrée. Au Salvador, les groupes ethniques commencent généralement par un rituel de gratitude envers le feu sacré pour avoir pris soin et bénir les récoltes de l'année.
- Carnaval de San Miguel (es)
- Jour de los Farolitos (es)
- Fêtes de juillet (es)
- Fêtes patronales de San Salvador (es)[8]

## Jours fériés
| Date           | Nom                           |
| -------------- | ----------------------------- |
| 1er janvier    | Jour de l'an                  |
| 16 janvier     | Signature des Accords de Paix |
| 8 mars         | Jour de la Femme              |
| Mars/avril     | Pâques                        |
| 1er mai        | Fête du Travail               |
| 3 mai          | Fête de la Croix              |
| 10 mai         | Fête des Mères                |
| 17 juin        | Fête des Pères                |
| 22 juin        | Fêtes des professeurs         |
| 4, 5 et 6 août | Fêtes d'août                  |
| 15 septembre   | Jour de l'indépendance        |
| 1er octobre    | Jour national de l'enfant     |
| 12 octobre     | Jour de la Race               |
| 2 novembre     | Toussaint                     |
| 25 décembre    | Noël                          |

## Arts de la table

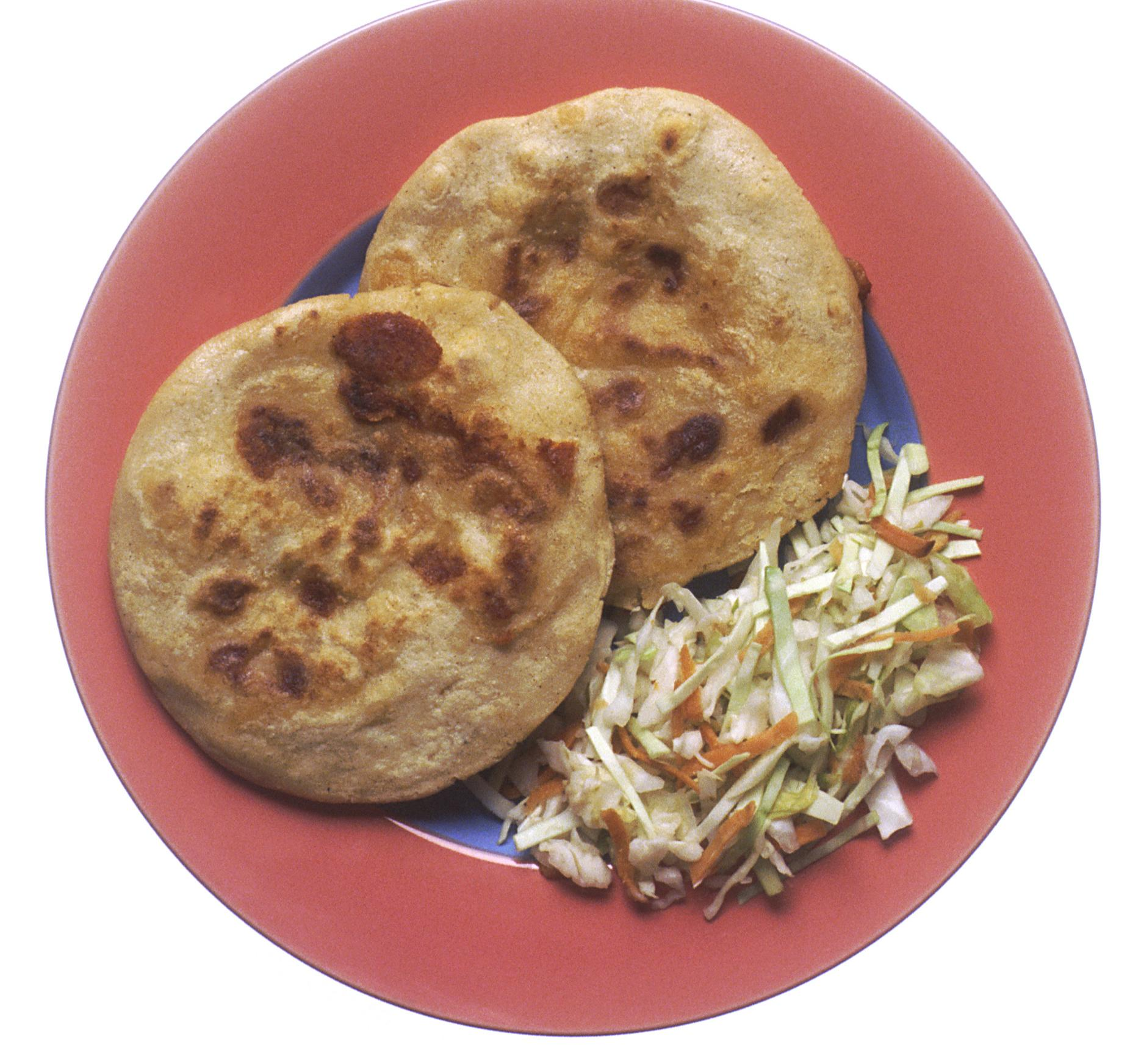
Pupusas accompagnées de '

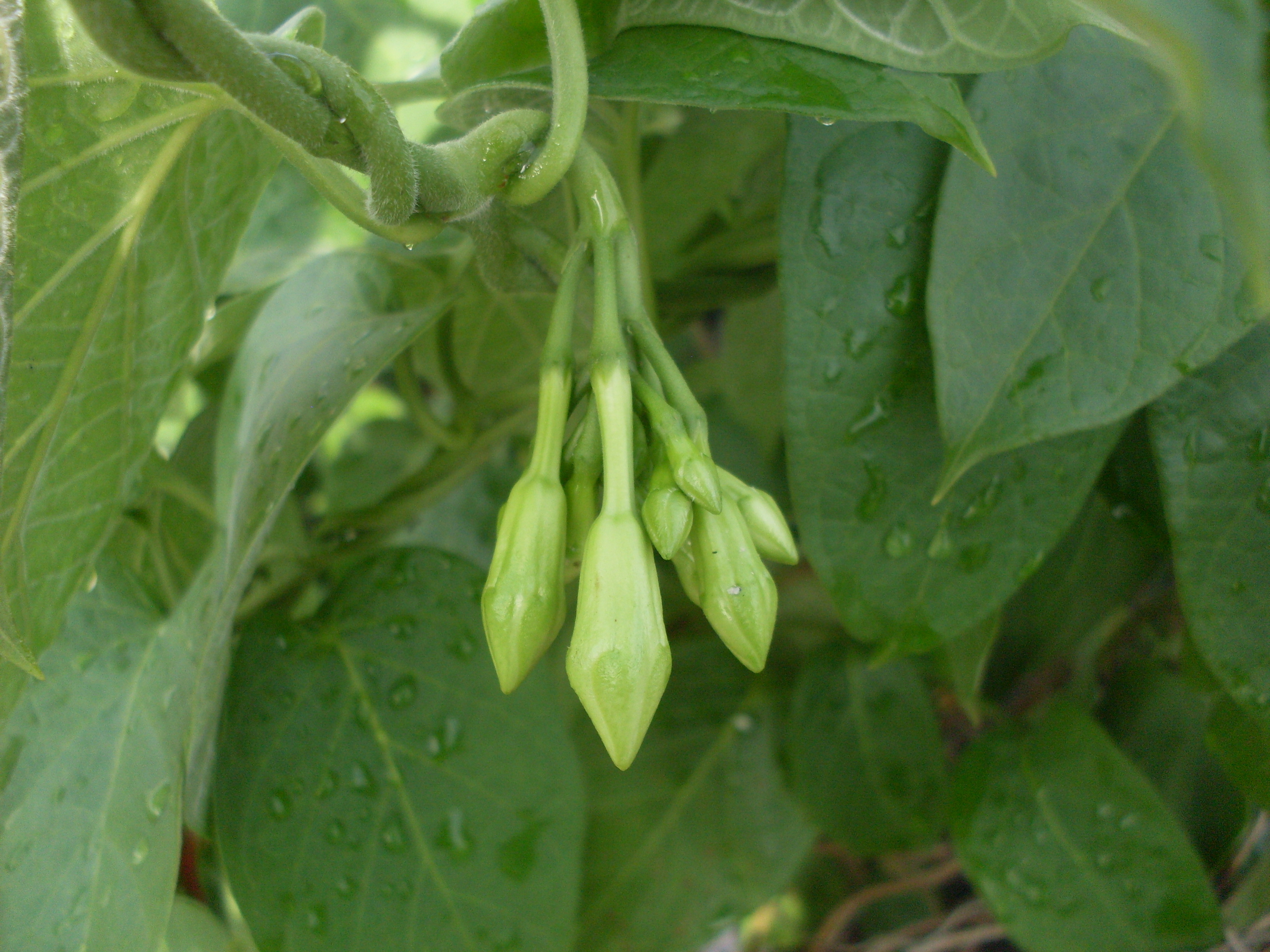
Boutons de fleurs de loroco

### Cuisine
Comme le reste de l'Amérique centrale, la cuisine salvadorienne est basée sur un mélange de plats indigènes à base de maïs et d'influence européenne. Le loroco est une plante dont la fleur, aromatique, est comestible. Elle est originaire du Salvador.
La gastronomie est principalement composée d'ingrédients d'origine locale, en particulier du maïs, des haricots, du riz, du poulet, du bœuf, du porc, des fruits de mer, des animaux sauvages, des produits laitiers et de nombreux fruits et légumes. Y compris les boissons, l'un des plus importants est le café qui figure parmi les meilleurs au monde. La liqueur nationale est le Tick Tack, un aguardiente fabriqué à partir de canne à sucre, comme les autres liqueurs indigènes de la région.
La pupusa est un pain plat très répandu au Salvador (et aussi au Honduras) à base de farine de maïs ou farine de riz, semblable à l'arepa vénézuélienne et colombienne. Au Salvador, la pupusa a été déclarée plat national et une journée lui est consacrée dans l’année pour la célébrer. Elle est généralement farcie avec un ou plusieurs ingrédients.
Les plats sont servis avec du yucca, frit ou bouilli. Les soupes font également partie intégrante du régime alimentaire salvadorien. 
Les pacaya planta sont des fleurs de palmier panées dans de la semoule de maïs, frites et servies avec une sauce tomate.

### Radio
- Radios du Salvador (es)

### Télévision
- Télévision au Salvador
- Telecorporación Salvadoreña

### Internet (.sv)
- Internet au Salvador[10],[11],[12],[13]
- Presse en ligne[14],[15]
- Blogs[16],[17]

## Littérature

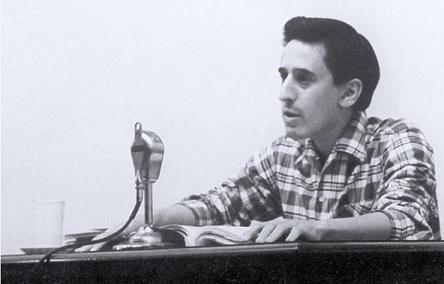
Roque Dalton, poète salvadorien

La littérature salvadorienne se démarque seulement dès la seconde moitié du XIXe siècle. Avant cette date, le territoire salvadorien actuel faisait partie d'autres entités politiques, et cela n'a aucun sens de parler de sa propre identité qui aspirait ou aurait aspiré à s'exprimer littérairement.
La littérature au Salvador se reflète à travers la poésie, le théâtre, les contes, les nouvelles et les essais. À l’époque coloniale, la littérature consiste en des écrits de prêtres faisant l’éloge de la vie des Saints. Pour des raisons financières, la poésie sera le style privilégié des écrivains par la suite . L’indépendance permet à des écrivains de relater les exploits des guerres fédérales comme pour Miguel Álvarez Castro, Francisco Diaz et Ignacio Gomez. Le modernisme et le costumbrismo ont influencé les auteurs, dont Francisco Gavidia. Cependant, ce sont les événements politiques qui séviront dans le pays qui influenceront la littérature salvadorienne pendant le reste de son histoire. Elle se développe davantage entre les années 1930 et 1970, notamment sous la dictature de Maximiliano Hernández Martínez. Elle s’exerce comme une forme de résistance passive au régime militaro-oligarchique au pouvoir. On y retrouve des thèmes comme la théosophie, la justice sociale, la tyrannie, la démocratie et la critique du système. Salvador Salazar Arrué, connu sous le pseudonyme de Salarrué, en est un exemple. C’est aussi à cette époque que les écrits de celle que l’on considère comme la plus grande poétesse salvadorienne, Claudia Lars, furent publiés. La guerre civile qui sévit entre les années 1970 et 1990 a aussi été une période où la littérature a servi comme une forme d’action politique. Cependant, toute publication littéraire contre le régime en place pouvait engendrer des conséquences. Certains écrivains, artistes et intellectuels ont dû fuir et s’exiler, tandis que d’autres furent portés disparus, incarcérés ou tués, dont l’écrivain Roque Dalton pour avoir proféré des propos socialistes au service de la révolution. Bien qu’elle fût surveillée, la poésie s'est particulièrement développée parmi les combattants révolutionnaires du FMLN. Depuis 1992, les thèmes de la guerre et le processus de paix font toujours partie de la littérature salvadorienne, mais s’articulent plus sous l’expression d’une politique de réconciliation. Certains écrivains, dont David Escobar Galindo, écrivent davantage sur la vie quotidienne, les joies et les chagrins, de la population.
- Littérature salvadorienne (es), De la littérature salvadorienne
- Écrivains salvadoriens, List d'écrivains salvadoriens (en)
- Prix national de la culture (es)

- Codex mésoaméricain

## Artisanat
Les savoir-faire liés à l’artisanat traditionnel relèvent (pour partie) du patrimoine culturel immatériel de l'humanité. On parle désormais de trésor humain vivant.
Mais une grande partie des techniques artisanales ont régressé, ou disparu, dès le début de la colonisation, et plus encore avec la globalisation, sans qu'elles aient été suffisamment recensées et documentées.

## Art visuel
- Artistes salvadoriens

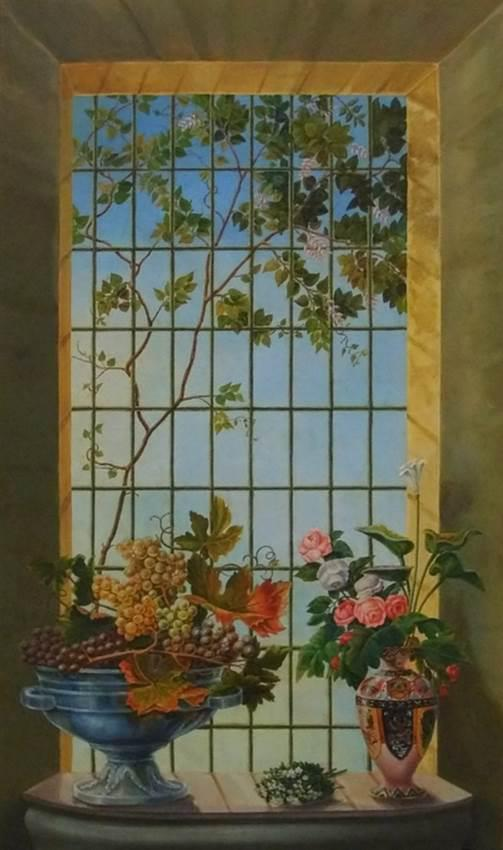
La Ventana de Pascasio de Pascasio González Erazo

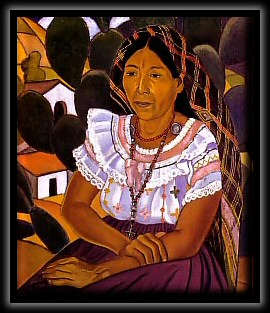
Tableau de José Mejía Vides

- Asociación de Artistas Plásticos de El Salvador (es)

### Dessin
- Caricaturistas de El Salvador

### Peinture
- Peinture au Salvador
- Peintres salvadoriens : Carlos Cañas, Noe Canjura, Wenceslao Cisneros, Fernando Llort, Dagoberto Nolasco, Mario Bencastro, Noe Canjura, Ana Maria de Martinez, Salarrué

### Sculpture
- Sculpture au Salvador

### Architecture
De l'influence de la colonie espagnole et de la culture européenne, l'architecture se démarque.

### Photographie
- Photographie au Salvador

## Arts de scène
- Premio Nacional de Cultura (El Salvador) (es)
- Miss Salvador, Reinado de El Salvador (en)

### Musique

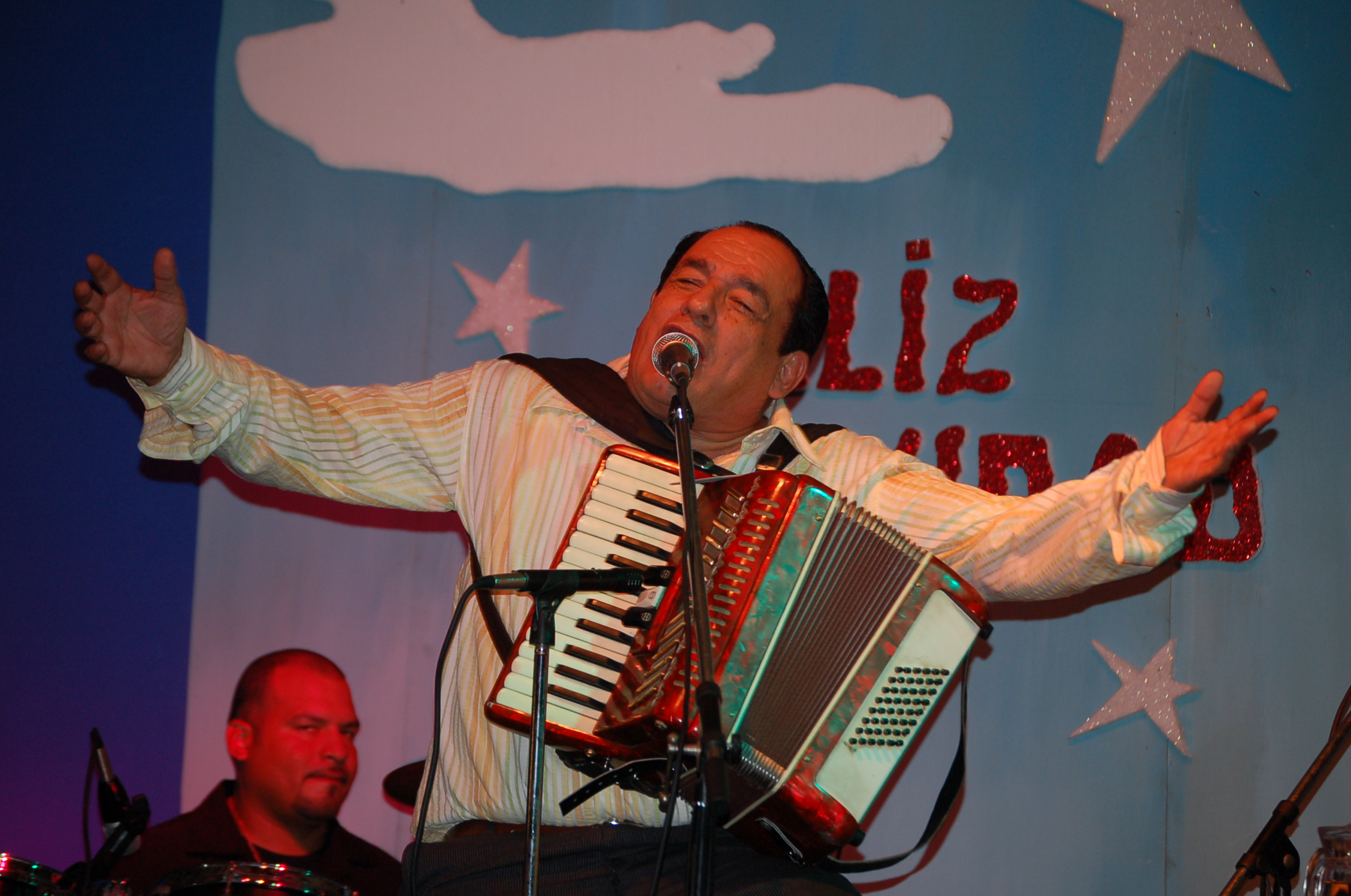
Carlos Mejia Godoy, musicien et compositeur

La musique du Salvador fait référence à la musique de la République du Salvador et est englobée dans les traditions musicales latino-américaines plus larges. Il existe de la musique indigène et de la musique populaire. Le Xuc (prononcé Suc), également connu sous le nom de musique folklorique salvadorienne, est une danse typique du Salvador, qui a été créée par Paquito Palaviccini en compagnie de Hugo Parrales, à Cojutepeque situé dans le département de Cuscatlán en 1942. Ce rythme était né avec la célèbre chanson salvadorienne Adentro Cojutepeque, et a été composé en l'honneur des festivités de la canne à sucre.
Les styles populaires modernes incluent :
- Cumbia : il existe divers groupes, puisque ce genre a été fortement influencé par l'interaction des musiciens salvadoriens et colombiens, tel Aniceto Molina qui a commencé sa carrière musicale en Colombie à l'âge de 12 ans en jouant de l'accordéon. Au fil des ans, il tourne et enregistre dans toute l'Amérique centrale, il est populaire au Salvador. Sa cumbia est devenue populaire en se mêlant à la techno pour donner la Technocumbia[26],[27].
- Merengue.
- Salsa : le principal groupe pionnier est Salsalvador All Stars[28].
- musique mexicaine régionale : la musique mexicaine est très acceptée dans le pays ; il existe des groupes qui s'aventurent dans le sous-genre du groupe Sinaloa, parmi lesquels La Auténtica Banda LL, Banda La Primera, La Auténtica Banda de Plata.
- Pop latino : il existe une scène rock dans la capitale avec de nombreux groupes locaux. Le hip-hop salvadorien est également populaire.
- Musique salvadorienne (es), Musique salvadorienne (rubriques)
- Música clásica de El Salvador, Orquesta Sinfónica, Orquesta Sinfónica Juvenil
- Metal au Salvador (es)

### Danse

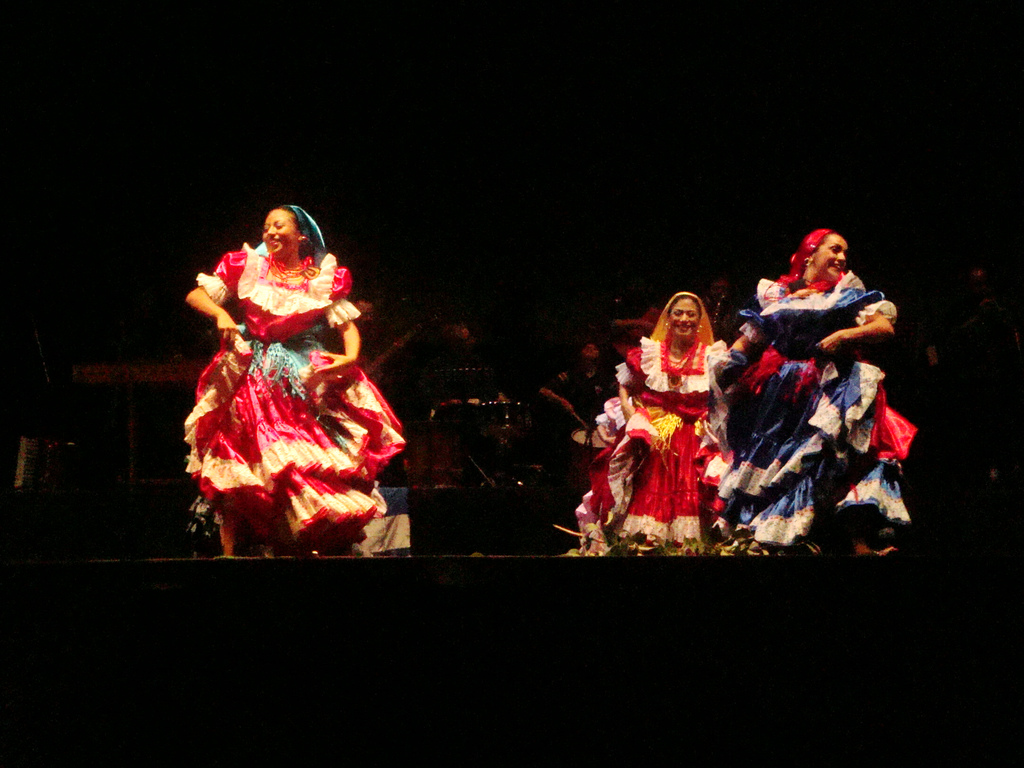
Ballet folclórico de El Salvador : Xuc

- Les danses folkloriques : ce sont celles héritées d'une génération à l'autre. Elles se déroulent généralement dans le cadre des fêtes patronales de la ville. Ces danses n'ont pas d'auteur. Ce type de danse n'est exécuté que par les habitants du lieu d'origine de la danse. Par exemple : Los Historiantes, Los emplumados de CACAopera, entre autres. Si la danse folklorique est exécutée par d'autres individus, un groupe ou un ballet, il s'agit alors d'une simulation artistique ou stylisée de la danse originale, Les habitants du Salvador ont des expressions folkloriques fortement influencées par la religion catholique héritée de l'influence espagnole de la conquête et de la colonie. Un exemple clair est les danses, où les éléments indigènes sont mélangés à la doctrine chrétienne[29],[30].

- Les danses précolombiennes : ce sont des danses rituelles fondamentales en hommage à la nature et au cosmos. Leurs mouvements sont généralement régis par les quatre points cardinaux ou le mouvement des étoiles. Ce sont des danses fortes puisqu'elles ont fertilisé la terre ou invoqué la pluie. Comme leur nom l'indique, elles sont antérieures à l'arrivée des colons Espagnols[29].

- Les danses costumbristas : Ce sont celles qui décrivent les coutumes typiques d'un lieu, elles sont encadrées dans les activités du travail des paysans. Certains font également référence aux aspects sociaux et religieux. Ils sont généralement accompagnés de musique folklorique d'auteurs bien connus tels que Pancho Lara, Cándido Flamenco, Lidia Villavicencio, etc.[29]

- Liste de danses
- Liste de(s) danses nationales (en)
- Liste de danses populaires, ethniques, régionales par origine (en)
- Danses traditionnelles[31],[32]
- Danza del torito pinto (es)
- Xuc (es)
- El Teatro de Danza Contemporanea de El Salvador (en)

### Théâtre
- Teatro Nacional de El Salvador (en)

### Cinéma
- Tormented (2009 Salvadorean film) (en)
- Festival Ícaro (es)
- List de films latino-américains (en)

### Autres scènes: marionnettes, mime, pantomime, prestidigitation
carts de la rue, arts forains, cirque, théâtre de rue, spectacles de rue, arts pluridisciplinaires, performances manquent encore de documentation pour le pays…
Dans le domaine de la marionnette, on relève Arts de la marionnette au Salvador sur le site de l'Union internationale de la marionnette (UNIMA).

### Autres
- Humoristes salvadoriens
- Relaciones, aros, bombas (es)

## Patrimoine

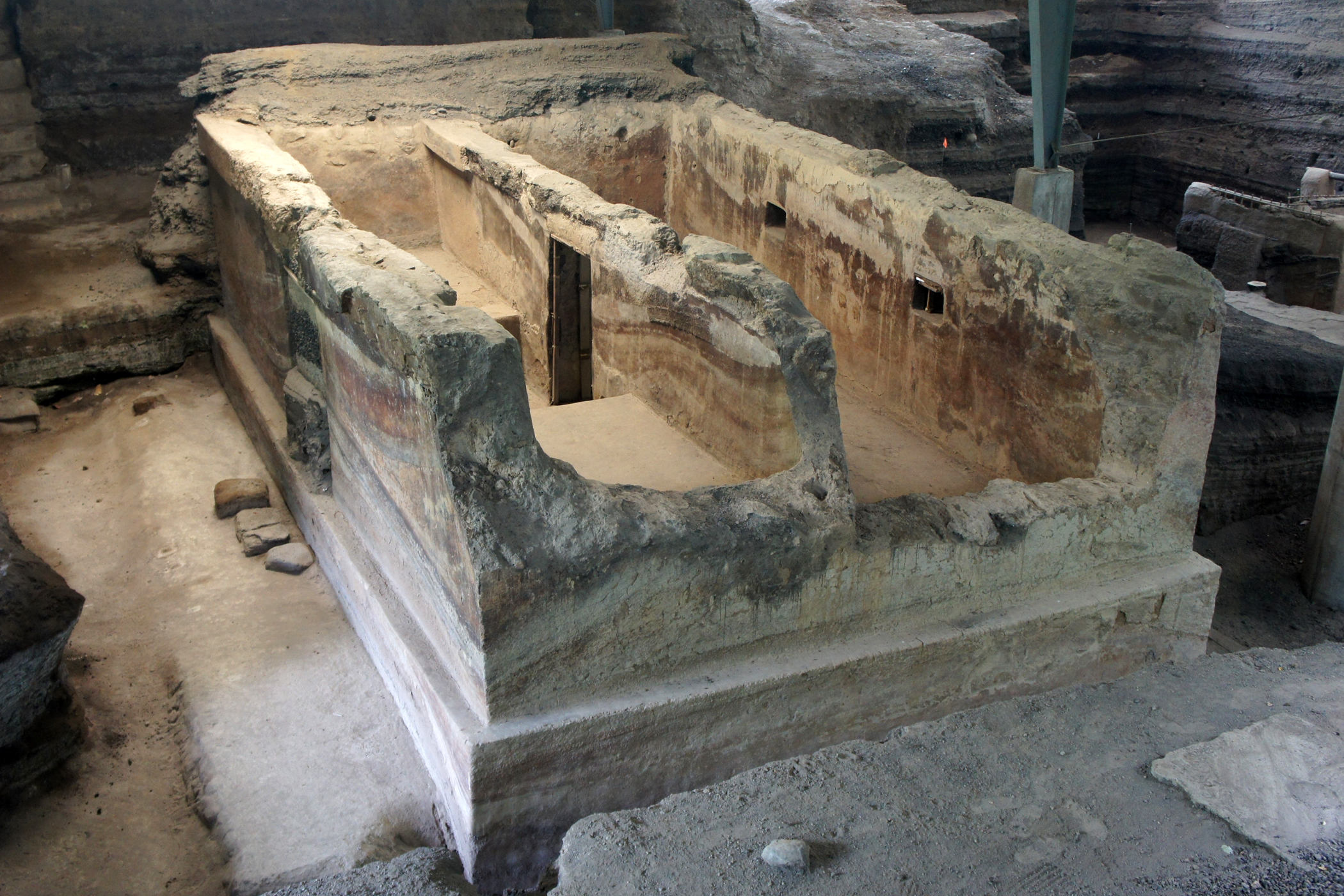
Site archéologique de Joya de Cerén

### Musées et autres institutions
- Liste de musées au Salvador
- El Museo Aja (en)

### Liste du Patrimoine mondial
Le programme Patrimoine mondial (UNESCO, 1971) a inscrit dans sa liste du Patrimoine mondial (au 17/01/2016) : Liste du patrimoine mondial au Salvador.
- List of World Heritage Sites in Central America (en)

### Discographie
- (es) ¡Soy salvadoreño! : chanchona music from eastern El Salvador, par Los Hermanos Lovo, Smithsonian Folkways Recordings, Washington, D.C. ; CDMail, Paris, 2011, CD (51 min) + brochure (33 p.)